# 799
Раннє Середньовіччя. Почалася Епоха вікінгів. У Східній Римській імперії триває правління Ірини Афінської. Карл Великий править Франкським королівством. Північ Італії належить Франкському королівству, Рим і Равенна під управлінням Папи Римського, герцогства на південь від Римської області незалежні, деякі області на півночі та на півдні належать Візантії. Піренейський півострів, окрім Королівства Астурія, займає Кордовський емірат. В Англії триває період гептархії. Центр Аварського каганату лежить у Паннонії. Існують слов'янські держави: Карантанія, як васал Франкського королівства, та Перше Болгарське царство.
Аббасидський халіфат очолює Гарун ар-Рашид. У Китаї править династія Тан. В Індії почалося піднесення імперії Пала. У Японії триває період Хей'ан. Хозарський каганат підпорядкував собі кочові народи на великій степовій території між Азовським морем та Аралом. Територію на північ від Китаю займає Уйгурський каганат.
На території лісостепової України в VIII столітті виділяють пеньківську й корчацьку археологічні культури. У VIII столітті тривало швидке розселення слов'ян. У Північному Причорномор'ї співіснують різні кочові племена, зокрема булгари, хозари, алани, авари, тюрки, угри, кримські готи.

## Події
- Папа Римський Лев III унаслідок змови змушений був шукати захисту в короля франків та лангобардів Карла Великого в Падерборні. Карл відіслав його до Рима в супроводі військ і повернув на Святий Престол.
- Карл Великий остаточно включив землі саксів у своє королівство.
- Авари підняли повстання проти франків.
- Карл Великий послав війська, щоб покінчити з піратством на Балеарських островах.
- Емір Уески Азан перейшов на сторону Карла Великого.
- Вікінги вперше напали на узбережжя Аквітанії.
- Облога франками Трсата.